# Museo Histórico y Numismático Héctor Carlos Janson
El Museo Histórico y Numismático "Héctor Carlos Janson" es un museo de la ciudad de Buenos Aires perteneciente al Banco Central de la República Argentina que alberga colecciones de monedas, billetes, medallas y documentos. Ocupa el edificio de la Antigua sede de la Bolsa de Comercio de Buenos Aires en el barrio de San Nicolás.
Fue declarado Monumento Histórico Nacional por medio del decreto n.º1.563/2005.

## Historia
Tuvo su origen en 1906 cuando la Caja de Conversión comenzó a reunir una colección de billetes y monedas. A partir de 1935 el Banco Central de la República Argentina se hace cargo de la Caja de Conversión, del Crédito Público Nacional y de otros organismos, posibilitando la adquisición de nuevas piezas numismáticas de gran valor histórico. Los primeros directores de esta institución fueron los doctores Ernesto Bosch y José Evaristo Uriburu (h), presidente y vicepresidente, respectivamente.
Uriburu, hijo del antiguo presidente de Argentina José Félix Evaristo Uriburu Arenales, tenía un gran afán por la historia y la numismática, es por eso que le prestó gran atención a esta colección y se encargó de sistematizar su funcionamiento y organizarla. El 30 de mayo de 1941 fue inaugurado el museo. Uriburu (h) retuvo la vicepresidencia hasta el año 1947.
El 1 de abril de 1968 se decidió que el museo llevara su nombre, en un acto que contó con la presencia de la Asociación Numismática Argentina hasta el 31 de mayo de 2017 en que pasó a denominarse Héctor Carlos Janson.
El edificio que ocupa el museo perteneció a la Antigua sede de la Bolsa de Comercio de Buenos Aires y fue proyectado y construido en el año 1862 por los arquitectos Enrique Hunt y Juan Schroeder. Posteriormente el edificio pasó a manos de la Caja de Conversión, el Crédito Público Nacional y el Banco Industrial sucesivamente, hasta que en 1942 el Banco Central lo adquiere en comodato. A partir de 1989, pasa a ser sede del Museo Histórico y Numismático “Dr. José Evaristo Uriburu (h)”.
El 9 de diciembre de 2005 es declarado Monumento Histórico Nacional por medio del decreto n.º1.563/2005. A partir del 31 de mayo de 2017, debido a una importante donación, cambia de nombre por Museo Histórico y Numismático Héctor Carlos Janson.

## Colecciones
El patrimonio del museo está constituido por más de 27.000 piezas, entre las que se encuentran monedas, billetes, medallas y documentos. El patrimonio comprende desde tipos monetarios de la América Precolombina, como granos de cacao y hachas de cobre, una colección de doblones y reales hispanoamericanos de los virreinatos del Perú y del Río de la Platahasta objetos hallados en diferentes naufragios ocurridos entre los siglos XVI y XIX, alusivos al auge y expansión de la moneda virreinal a través de las rutas comerciales marítimas.
Entre las piezas importantes se destacan las primeras monedas patrias de 1813 fabricadas en Potosí (Bolivia) y el Patacón de oro, pieza única acuñada en 1881, obsequiada al entonces presidente Julio Argentino Roca.

## Salas

#### Sala Mariano Lovardo "Tesoros del Mar"
La sala, de exposición permanente, inaugura en diciembre de 2021 a partir de la donación recibida por el señor Mariano Lovardo, quien coleccionó y adquirió estas piezas a lo largo de toda su vida.

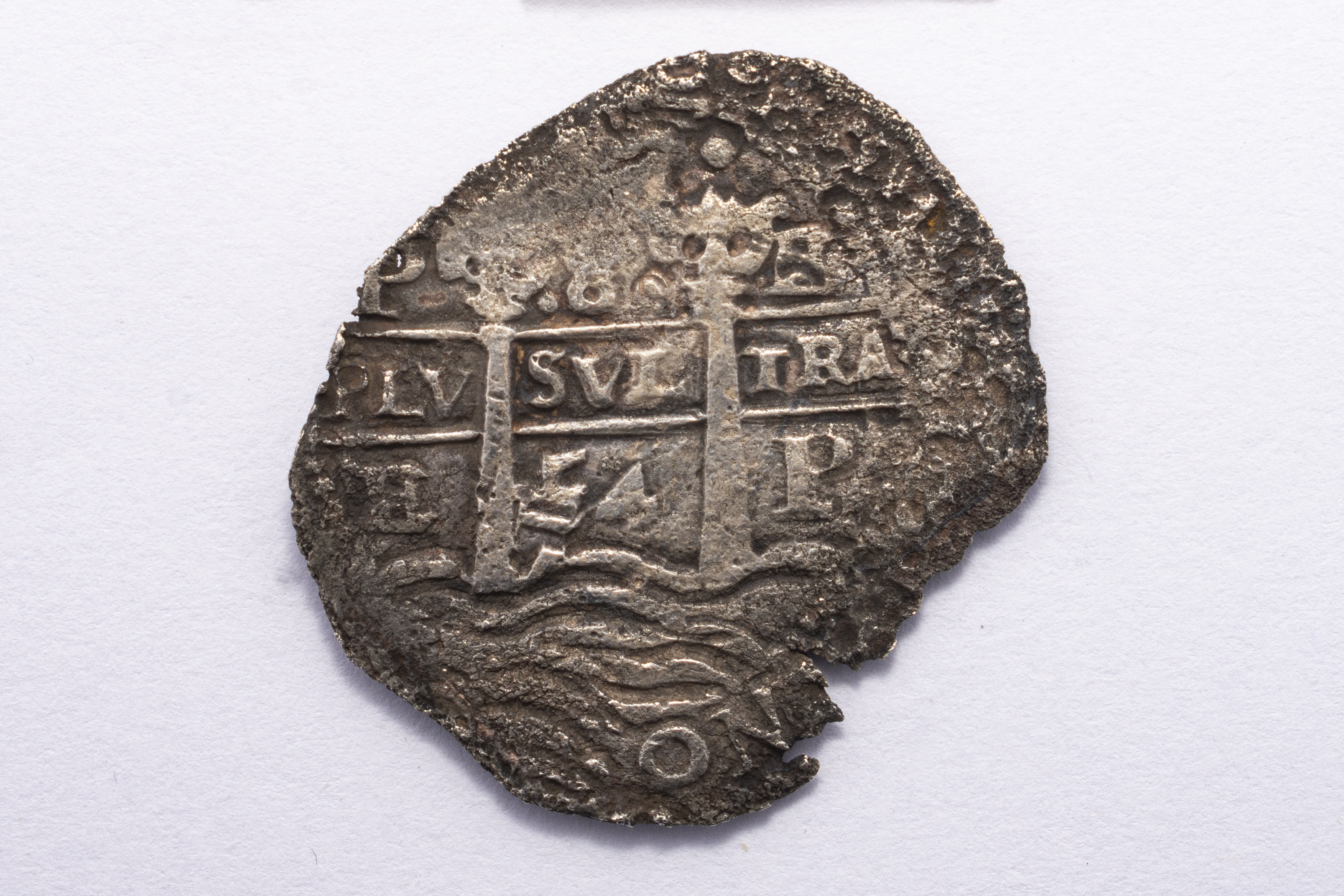
Moneda emitida en 1654 en Potosí. Encontrada en el naufragio "Nuestras Señora de las Maravillas", del año 1656 en las islas Bahamas.

Esta sala narra cómo la conquista y colonización del continente americano, que comenzó a finales del siglo XV por parte de España y Portugal, transformó radicalmente las costumbres de las culturas precolombinas, siendo la búsqueda de nuevas riquezas el objetivo principal de los conquistadores. Durante su llegada a América, los españoles aprovecharon los centros mineros ubicados en México, Perú y Bolivia. Establecieron Casas de Moneda, como las de México (1535) y Potosí (1573), donde se produjeron monedas de oro y plata durante casi tres siglos. Los metales preciosos extraídos de América eran enviados en barcos, no solo hacia los reinos colonizadores, sino también hacia lejanos destinos como Oriente. Muchas de estas travesías con sus cargamentos valiosos acabaron hundiéndose en el mar. Las piezas recuperadas de naufragios, exhibidas en la sala “Mariano S.M. Lovardo”, brindan una perspectiva sobre la expansión de la moneda virreinal y la riqueza americana a nivel mundial.

#### Sala 1. Pueblos originarios y etapa colonial
La sala presenta objetos de intercambio de las culturas originarias, así como monedas de plata y oro acuñadas en la Casa de Moneda de Potosí durante el período virreinal.
Las culturas precolombinas se basaban en una economía destinada a satisfacer las necesidades humanas, caracterizada por una relación estrecha con la madre tierra, que proporcionaba los recursos necesarios para la vida. Culturas más desarrolladas, como los Aztecas e Incas, avanzaron en la agricultura, la domesticación de animales, la cerámica y el trabajo en metales. Ante la necesidad de comerciar, estas culturas utilizaron el trueque y varios elementos de la naturaleza como granos de cacao, hachuelas de cobre, caracolas marinas, hojas de coca y yerba mate como medios de intercambio.La conquista y colonización del continente americano, llevada a cabo por España y Portugal en el siglo XV, conmocionó la vida de los pueblos originarios, facilitando la gradual imposición del modelo de producción capitalista europeo.

#### Sala 2. Independencia y organización nacional
En esta sala se exhiben las Primeras Monedas Patriasy las emisiones provinciales a lo largo del siglo XIX.
La sala comienza con el movimiento revolucionario que comenzó en 1810 en el Virreinato del Río de la Plata y que llevó a la declaración de Independencia de la Corona Española en 1816, estableciendo la necesidad de un nuevo sistema de gobierno. De esta forma surgieron dos proyectos partidarios claramente diferenciados que compitieron por el control político en el siglo XIX. Por un lado, los Unitarios, que favorecían un modelo político centralizado con base en Buenos Aires, enfocado en la producción agrícola y ganadera, y relacionado con el comercio británico y una ideología liberal. Por otro lado, los Federales, mayormente localizados en las provincias, abogaban por la autonomía regional y un enfoque económico más proteccionista para promover la producción local.
En la segunda mitad del siglo XIX, se consolida el Estado Nacional, mientras se fortalecía un modelo económico centrado en la exportación de productos agropecuarios y algunas industrias agrícolas hacia el mercado internacional. Mientras tanto, se mantuvo la libre importación de productos industrializados y capitales de inversión.

#### Sala 3. República conservadora ySigloXX
En esta sala se exhiben las cinco líneas monetarias históricas desde la unificación monetaria de 1881 con la sanción de la Ley 1130.
En la misma, se explora cómo los países europeos fueron beneficiados por la Revolución Industrial y condicionaron así el mercado global, produciendo manufacturas que exportaban a naciones no industrializadas y comprando materias primas a estas. Establecido este escenario mundial, Argentina se integró en esta “división internacional del trabajo”, suministrando productos de primera elaboración gracias a la fertilidad de su suelo y la amplitud de su territorio. Sin embargo, en el siglo XX, nuestro país experimentó cambios significativos en su estructura política, social y económica.
El agotamiento de tierras y la escasez de inversión en maquinaria provocaron una desaceleración en el crecimiento exportador. Las dos guerras mundiales interrumpieron el comercio internacional, lo que llevó a un impulso en la industria local para sustituir las importaciones. Entre la Segunda Guerra Mundial y 1976, la industria se fue diversificando y complejizando, con la demanda interna como principal motor gracias a una nueva forma de redistribución del ingreso.
Desde 1976, con la última dictadura militar, un cambio en la política económica provocó la caída de la industria nacional, un elevado endeudamiento y una intensa especulación financiera. El mercado interno se contrajo y los salarios se redujeron considerablemente, lo que resultó en crisis recurrentes que impactaron principalmente a la moneda, que sufrió una depreciación drástica.
Con el retorno de la democracia, los gobiernos constitucionales buscaron restaurar el valor de la moneda a pesar de la grave deuda y la reducción de la producción industrial.

#### Sala 4 | El dinero argentino hoy
Desde el siglo XIX, los métodos para acuñar monedas e imprimir billetes han evolucionado junto con los avances tecnológicos, que resultó en una mejora en la calidad, resistencia y durabilidad del dinero en circulación. Se implementaron nuevas y más estrictas medidas de seguridad, que generan confianza en el uso del circulante.
La sala explora las distintas innovaciones que forman parte de la producción de nuestra moneda: la introducción de máquinas con mayor sofisticación para la acuñación de monedas, el desarrollo de sistemas avanzados de impresión, la creación de billetes con materiales de alta durabilidad, la inclusión de hilos de seguridad más anchos y la utilización de tintas con variabilidad óptica son algunas de ellas. Estas tecnologías ayudan a prolongar la vida útil del billete y a incorporar elementos que permiten su identificación segura.
La sala también describe algunas de las funciones del Banco Central de la República Argentina en relación con el tema: determina las características del dinero en circulación, supervisa su fabricación, regula su distribución en todo el país y gestiona el recambio de monedas y billetes usados, así como la destrucción de aquellos que ya no son útiles.

#### Sala 5. Entidades Financieras antecesoras del Banco Central
La sala recorre la historia del Banco Central hasta su actual funcionamiento.
Con posterioridad a la Organización Nacional y a la Constitución sancionada en 1853, nacieron nuevas dependencias estatales al servicio de una creciente expansión económica basada en el modelo “agroexportador”. Durante la presidencia de Bartolomé Mitre (1862-1868) se crearon la Oficina Inspectora de Bancos, que supervisaba a los bancos públicos y privados, y la Oficina de Crédito Público Nacional, para ordenar las deudas del Estado tanto con los acreedores internos como externos.
Tras la Organización Nacional y la sanción de la Constitución en 1853, surgieron nuevos organismos estatales en respuesta a la creciente expansión económica sustentada en el modelo agroexportador. Durante la presidencia de Bartolomé Mitre (1862-1868), se crearon la Oficina Inspectora de Bancos, encargada de supervisar bancos públicos y privados, y la Oficina de Crédito Público Nacional, que ordenaba las deudas del Estado con acreedores internos y externos.
En 1890, el presidente Carlos Pellegrini fundó la Caja de Conversión, organismo encargado exclusivamente a la emisión monetaria y a la reserva de oro, con el propósito de restaurar la confianza en la moneda argentina, que se había visto afectada por un manejo abusivo de los billetes emitidos por bancos tanto públicos como privados. Al año siguiente, se creó el Banco de la Nación Argentina a partir de la liquidación del Banco Nacional, con el objetivo de establecer una banca pública sólida a nivel nacional.
En 1935, se creó el Banco Central como la nueva entidad rectora del sistema financiero. Esta institución asumió las funciones de la Caja de Conversión y de la Oficina de Crédito Público Nacional, que habían sido disueltas, así como también algunas tareas que anteriormente desempeñaba el Banco de la Nación Argentina.

#### Sala 6. Banco Central de la República Argentina
A raíz de la crisis financiera internacional de 1929 y la caída del patrón oro, se formaron organismos internacionales que establecieron políticas monetarias para proteger las economías nacionales en el contexto internacional. En 1935, se creó el Banco Central de la República Argentina con la misión de reemplazar la Caja de Conversión y otras entidades financieras, aunando bajo su figura las funciones de estos organismos.
En 1941, por iniciativa de José Evaristo Uriburu (Hijo), quien fue el primer vicepresidente del BCRA, se inauguró el Museo del Banco Central, con el objetivo de estudiar la historia de los medios de pago en Argentina. Las vitrinas dispuestas en esta sala son las primeras que tuvo el museo en sus inicios, donde se exhiben objetos relacionados con la historia institucional del BCRA, incluyendo placas conmemorativas de la inauguración, medallas y otros elementos utilizados en el Banco.
El BCRA tiene la facultad de emitir monedas con valor numismático o conmemorativo destinadas al coleccionismo, entre ellas se exhiben emisiones especiales acuñadas en oro y plata de calidad proof.  

## Galería de imágenes

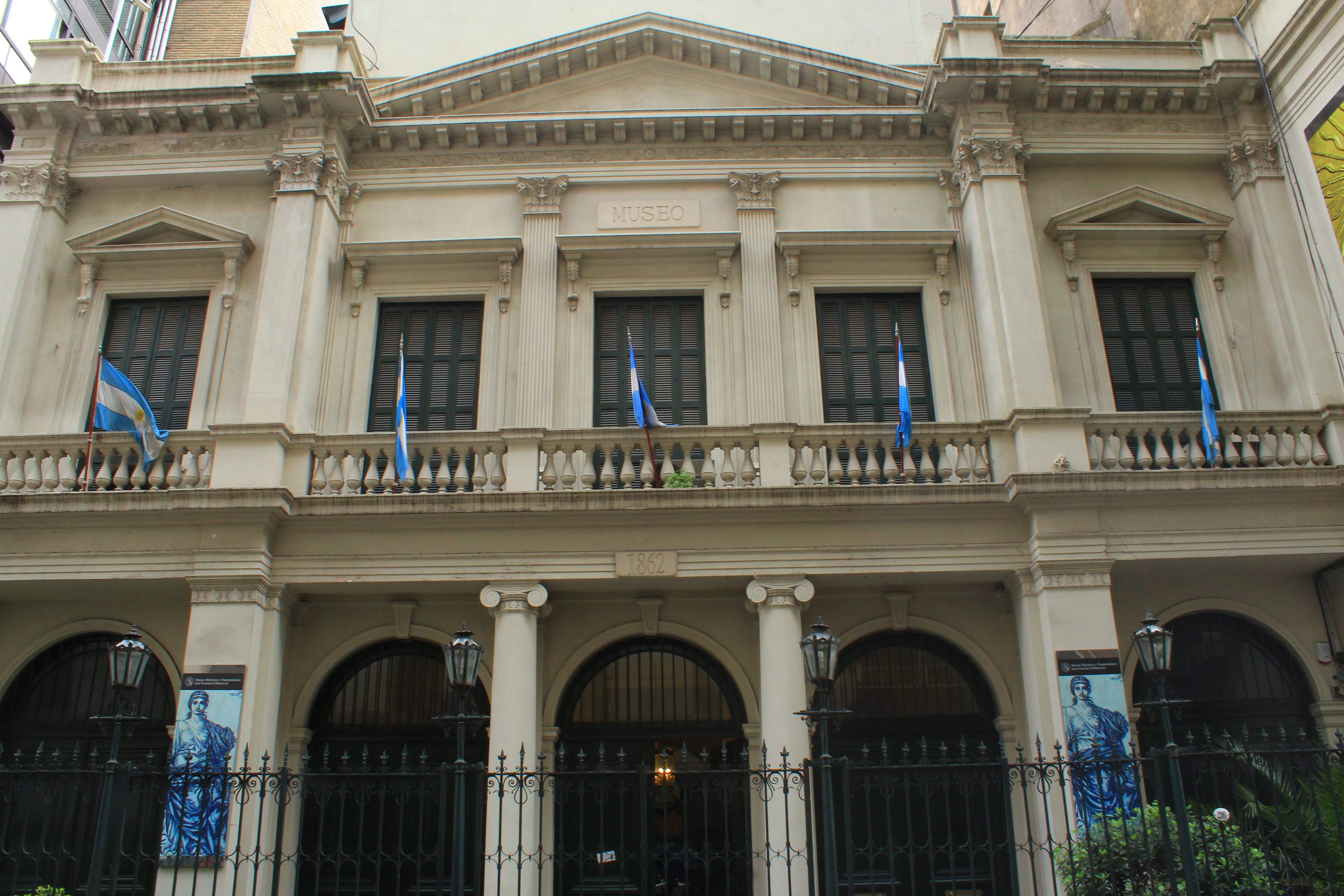
Frente del edificio.
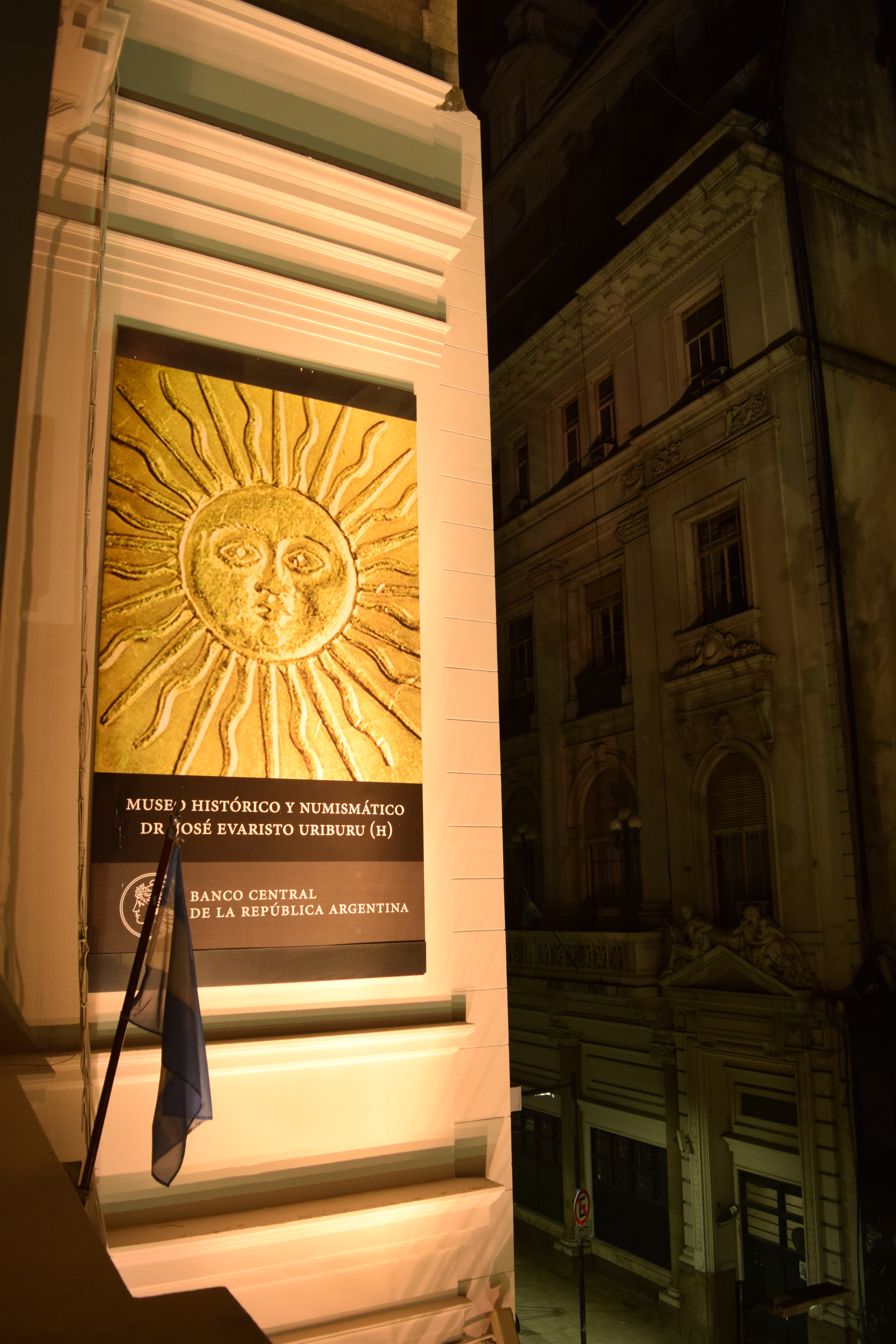
Cartel del museo.
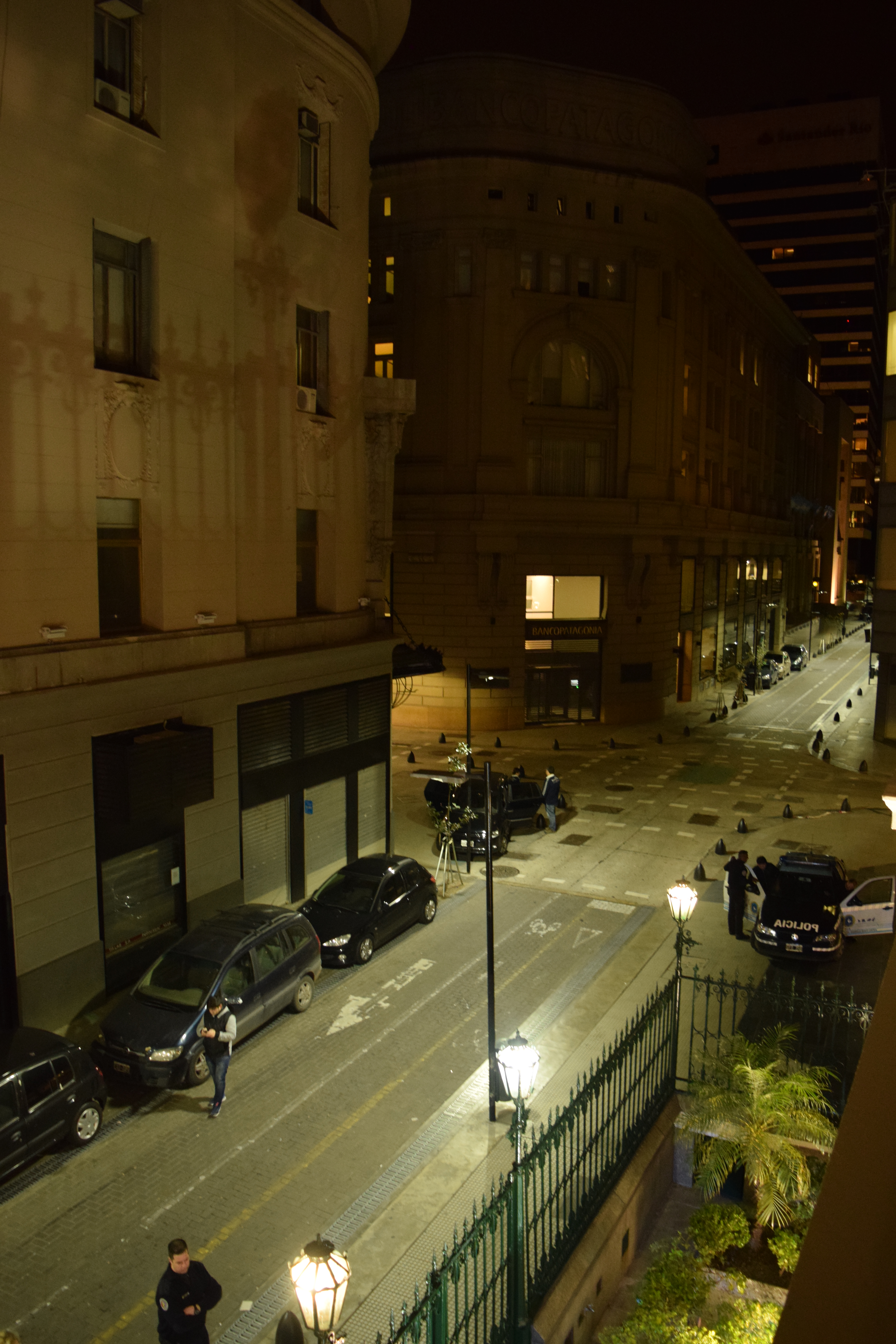
Calle de acceso.
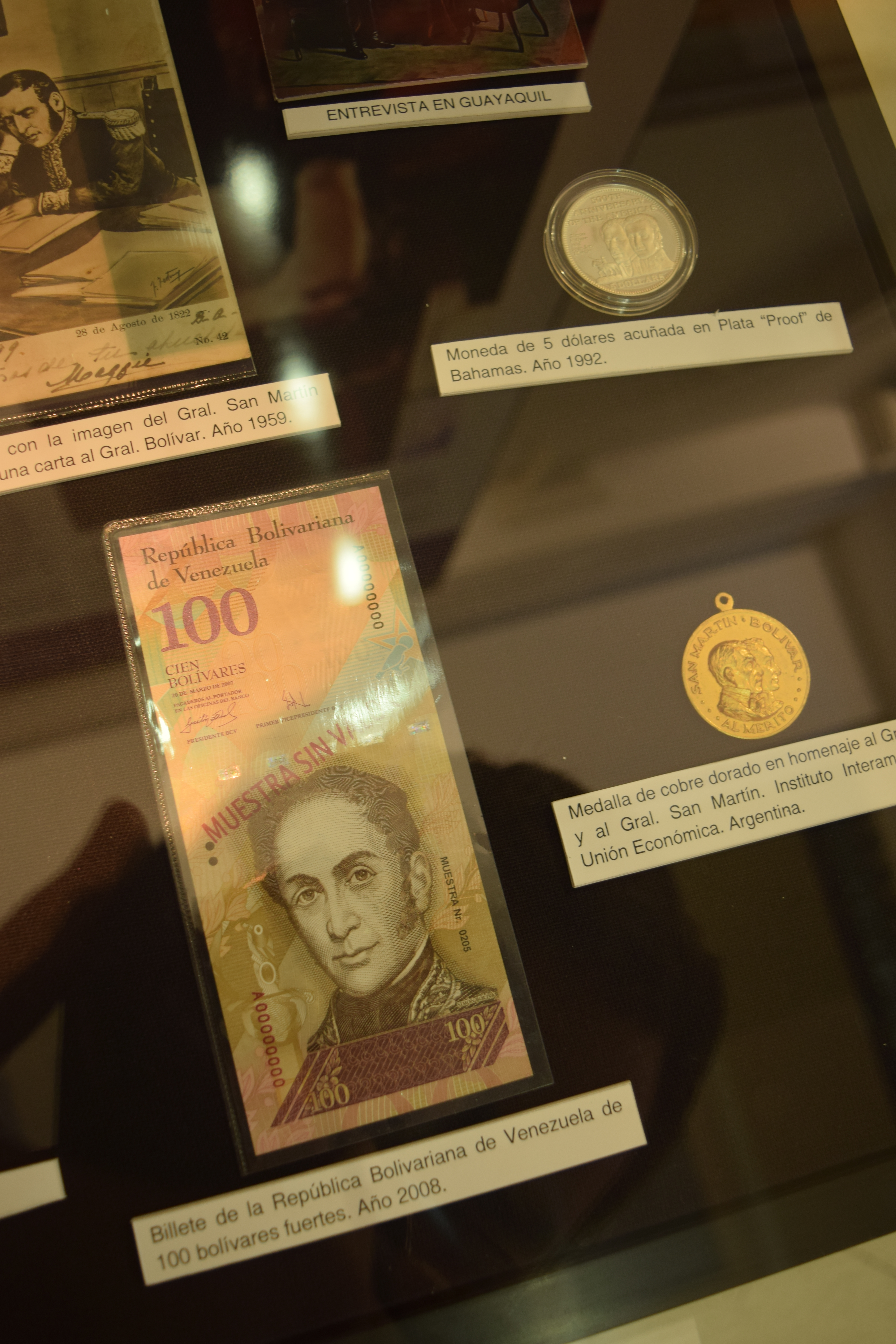
Colección dedicada a Venezuela.